# Al-Miland
Al-Miland (arab. الملند) – miejscowość w Syrii, w muhafazie Idlib. W 2004 roku liczyła 2551 mieszkańców.